# Municipio de Sauk Centre
El municipio de Sauk Centre (en inglés: Sauk Centre Township) es un municipio ubicado en el condado de Stearns en el estado estadounidense de Minnesota. En el año 2010 tenía una población de 1088 habitantes y una densidad poblacional de 11,11 personas por km².

## Geografía
El municipio de Sauk Centre se encuentra ubicado en las coordenadas 45°42′3″N 94°58′37″O / 45.70083, -94.97694. Según la Oficina del Censo de los Estados Unidos, el municipio tiene una superficie total de 97.93 km², de la cual 92,88 km² corresponden a tierra firme y (5,16 %) 5,05 km² es agua.

## Demografía
Según el censo de 2010, había 1088 personas residiendo en el municipio de Sauk Centre. La densidad de población era de 11,11 hab./km². De los 1088 habitantes, el municipio de Sauk Centre estaba compuesto por el 97,33 % blancos, el 0,18 % eran afroamericanos, el 0,18 % eran asiáticos, el 1,19 % eran de otras razas y el 1,1 % eran de una mezcla de razas. Del total de la población el 2,02 % eran hispanos o latinos de cualquier raza.